# Minamata
Minamata (jap. 水俣市 Minamata-shi) – miasto w Japonii, w prefekturze Kumamoto, w południowej części wyspy Kiusiu (Kyūshū).
W 1956 roku doszło do powszechnego zatrucia mieszkańców Minamaty rtęcią. Neurologiczna choroba została spowodowana przez lokalną fabrykę chemiczną, która zrzucała nieoczyszczone ścieki do zatoki Minamata.
Bazując na doświadczeniach jednej z największych katastrof związanych z zanieczyszczeniem, Minamata stara się ugruntować swoją pozycję jako modelowego miasta dbającego o środowisko. W 1999 roku otrzymało certyfikat ISO za swoją politykę zarządzania środowiskiem. Odpady są dzielone na ponad dwadzieścia kategorii, promuje się oszczędzanie energii, redukcję odpadów, ochronę zasobów naturalnych.
Park o nazwie Minamata Eco Town, położony na obrzeżach centrum Minamaty, jest parkiem przemysłowym składającym się z różnych firm związanych z recyklingiem. Wśród materiałów poddanych recyklingowi i ponownie wykorzystywanych w Eco Town są: zużyte butelki, telewizory, klimatyzatory, lodówki, opony, zużyty olej, tworzywa sztuczne i ścieki.
Amerykański reżyser Andrew Levitas (ur. 1977) nakręcił filmowy dramat pt. „Minamata”, oparty na książce Aileen Mioko Smith i W. Eugene’a Smitha (1918–1978) o tym samym tytule. W filmie występuje Johnny Depp jako W. Eugene Smith, amerykański fotograf, który dokumentował wydarzenia związane z tym wydarzeniem. Film miał swoją premierę na Międzynarodowym Festiwalu Filmowym w Berlinie 21 lutego 2020 roku.

## Galeria

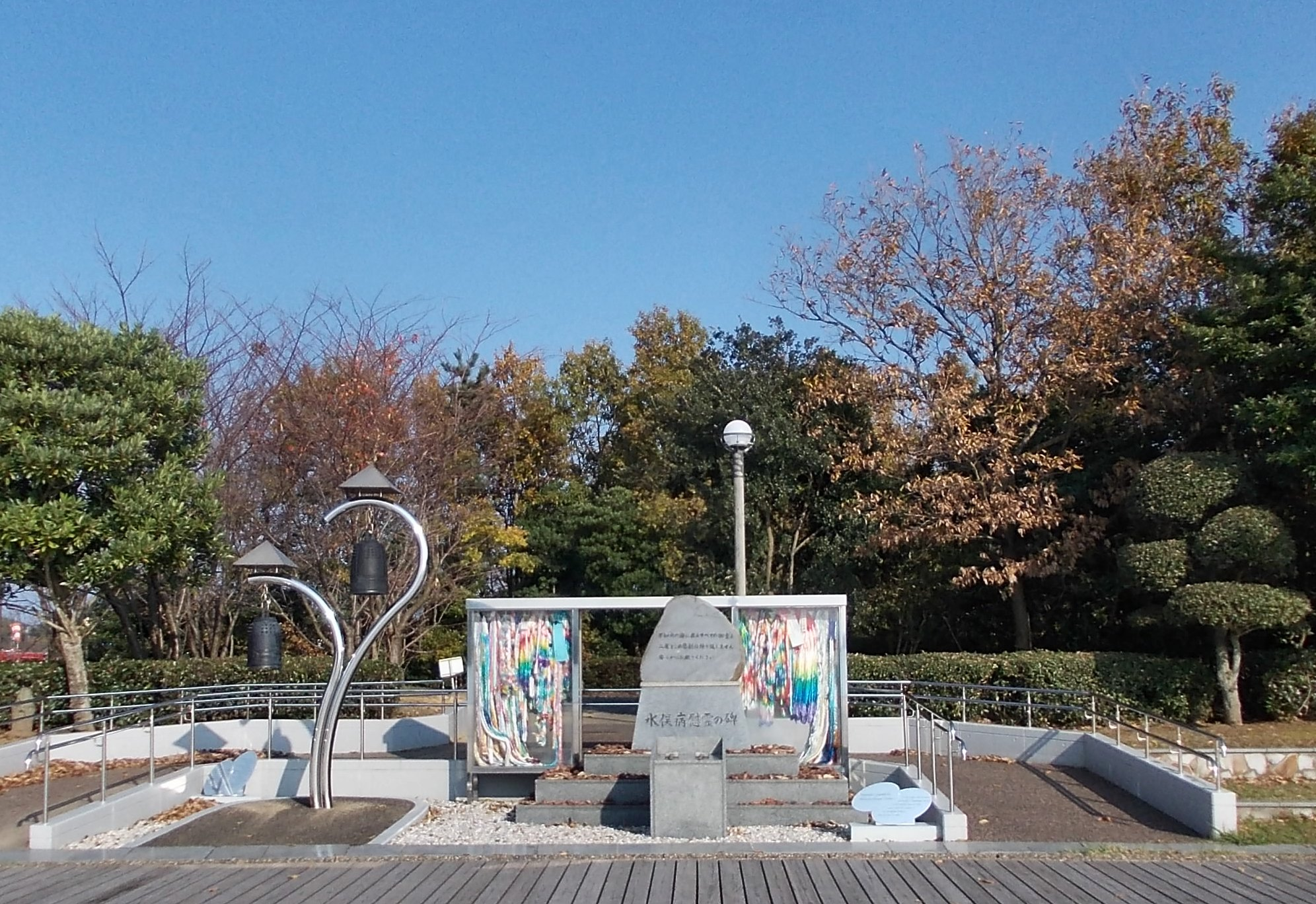
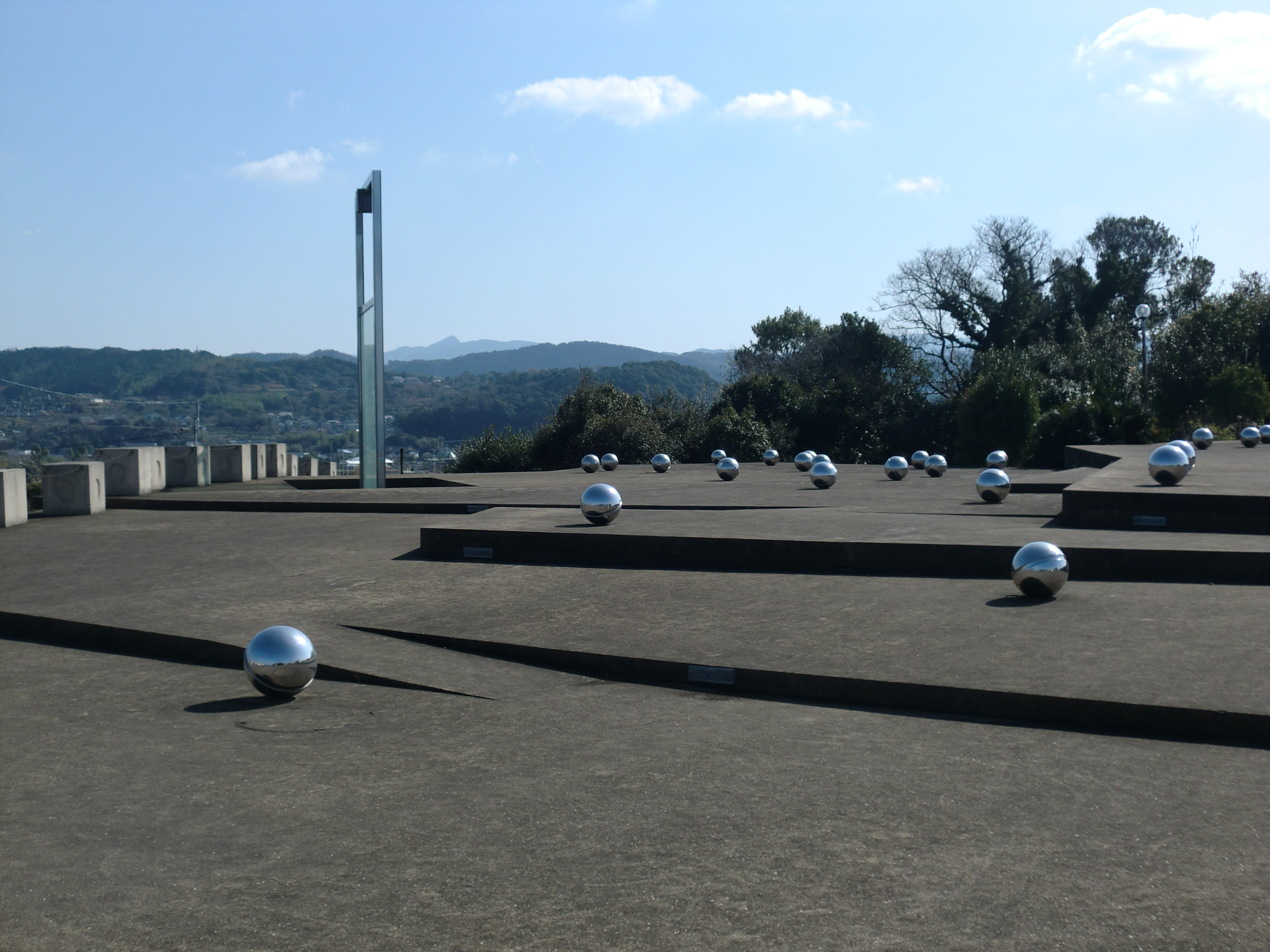
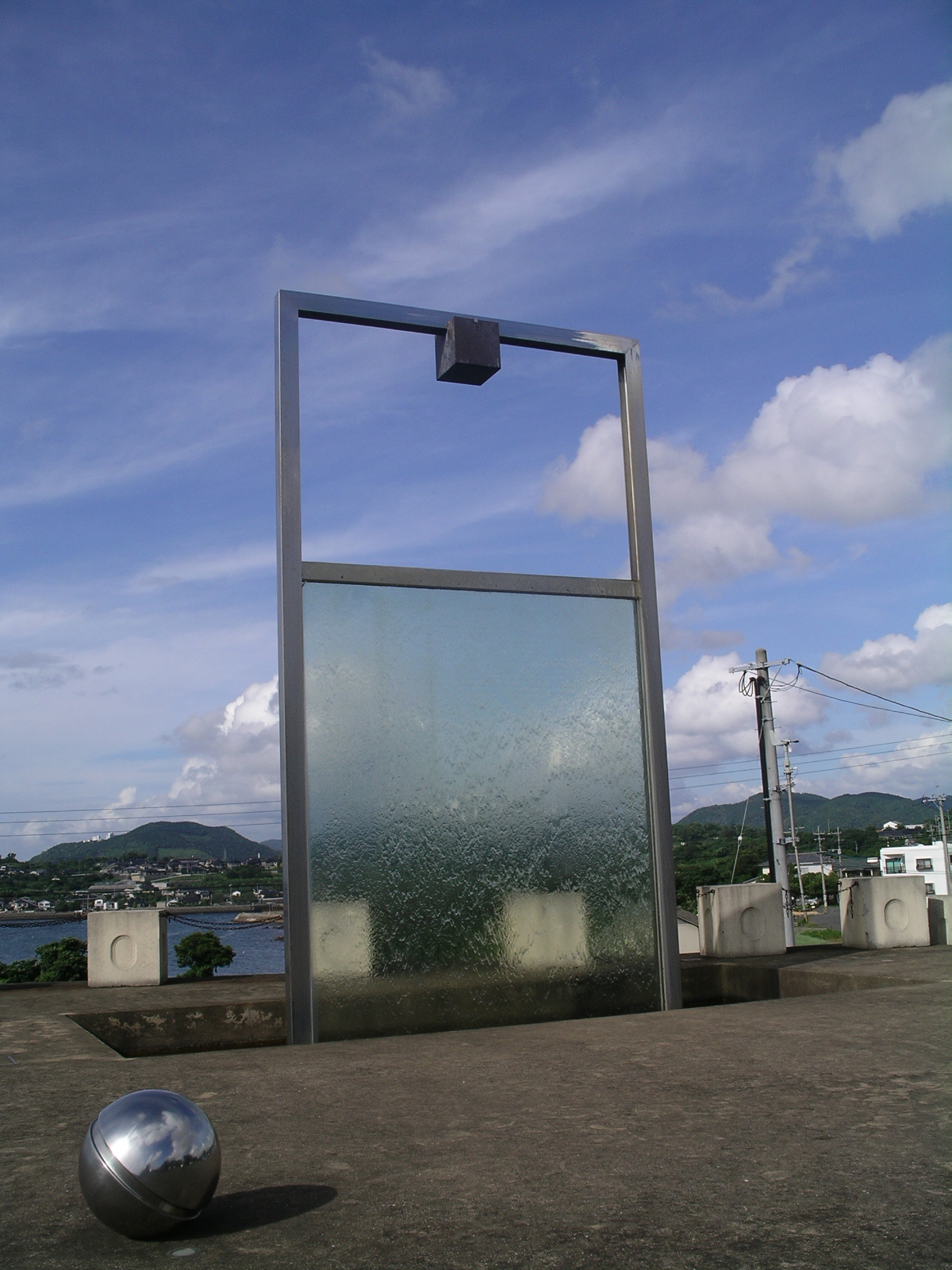
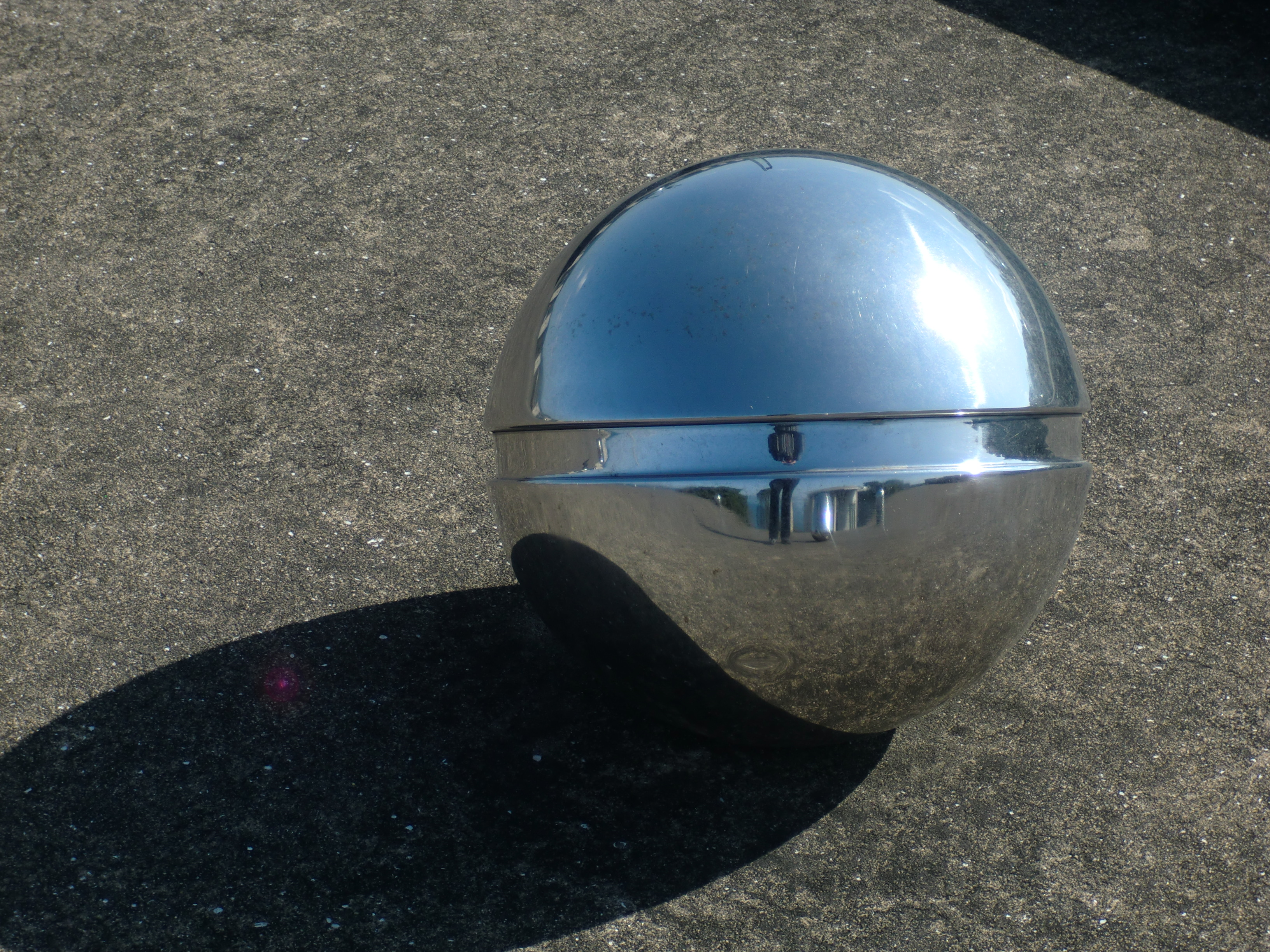
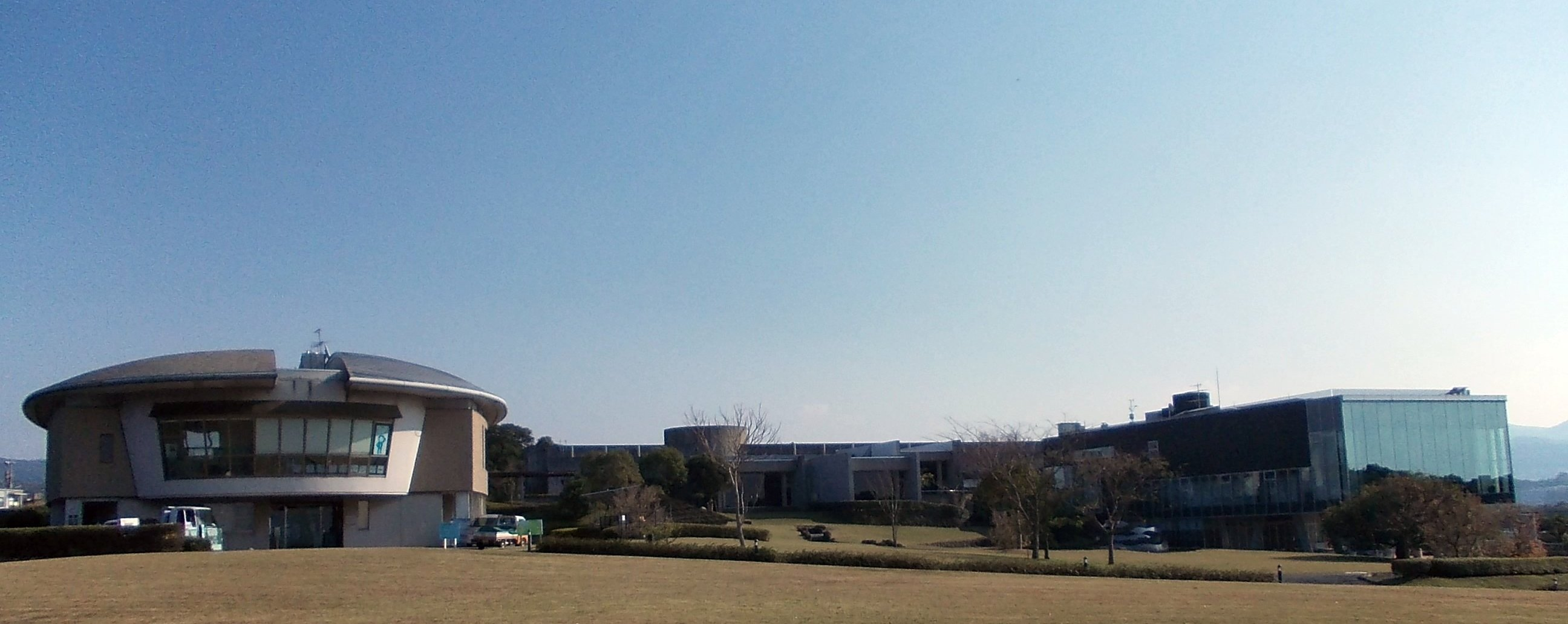

Instalacja upamiętniająca tragedię miasta (pierwszy od lewej cenotaf) oraz Centrum Informacji o Chorobie Minamata w Eko Parku w Minamata 